# Шубівка
Шу́бівка (до 1790 року — Шубина Гребля) — село в Україні, у Кагарлицькій міській громаді Обухівського району Київської області. До 2020 року — адміністративний центр Шубівської сільської ради, а нині Шубівка — центр Шубівського старостинського округу, до складу якого входять села Шубівка та Землянка. Населення становить 704 особи.

## Назва
За інформацією поданою у 1869 році в довіднику «Кратное историко-краеведческое описание по Киевской губернии» назва Шубина Гребля пов'язана з греблею, яку спорудили першопоселенці і вкрили її традиційним для кінця XVIII століття покриттям з товченого каміння — шубою. Існує ще одна версія походження топоніма «Шубівка», яку пов'язують з магнатом, який нібито кинув на греблі під колеса шубу, аби вибратися з багнюки, є не більше ніж вигадкою, міфом.

## Географія
Село Шубівка розташоване за 93 км від обласного центру, 49 км від районного центру та 16 км від адміністративного центру міської громади. За 17 км знаходиться найближча залізнична станція Карапиші II.
Вулиці
У Шубівці налічується 8 вулиць та 1 провулок.
- Воробчук Раїси провулок
- Дидикало
- Зарічна (Щорса)
- Київська (Пушкіна)
- Кібітіна
- Лесі Українки
- Поповича
- Садова (Червоноармійська)
- Фалкова

## Населення
У 1864 році у селі мешкала 1061 особа, у 1900 році — 1945 осіб. За даними всеукраїнського перепису населення 2001 року, населення становило 704 особи.
Мова
Розподіл населення за рідною мовою за даними перепису 2001 року був наступним:
| українська | 685 | 97,30 |
| російська  | 12  | 1,71  |
| молдавська | 5   | 0,71  |
| вірменська | 2   | 0,28  |

## Історія
Перша згадка про село Шубина Гребля датується XVIII століттям. Село засноване у 1769 році гайдамаками-втікачами від переслідувань під час козацько-селянського національно-визвольного повстання у Правобережній Україні у 1768—1769 роках. Це були козаки, які у червні 1768 року під командуванням Максима Залізняка зайняли Богуслав та Фастів. Восени 1768 року переважаючи сили польських та російських військ завдали поразки бунтівникам. Частині козаків вдалося врятуватися та відійти від Фастова. Очолювані бунчужним Охрімом Буцом залишки гайдамаків оселилися на місці сучасного села Шубівка, де заснували поселення Буцівка-Поселенці.
У 1770 році у селі було 75 дворових господарств та мешкала 1061 особа. Спочатку Шубівка перебувала у власності барона Станіслава Карловича фон дер Остен-Закена. У 1790—1796 роках Шубівка належала до Богуславського староства Київського намісництва та перебувала у власності маршалка галицького сеймику, писаря польного коронного Франциска Жевуського.
У XIX столітті Шубівка належала до Київського повіту Київської губернії та перебувала у власності Дмитра Трощинського. 1827 року Шубівку разом з Липовцем подаровані Трощинським як придане його онучці Параскевії Хілковій, коли вона виходила заміж за барона Станіслава Карловича фон дер Остен-Закена (помер 5 березня 1863 року не залишивши прямих нащадків). Згідно заповіту барона Остен-Закена його маєток успадкували діти дворянки Олександри Фадіївни Огран, з правом довічного користування ним.
У 1900 році село належало поміщикові Якову Адельгайму, а господарством, що велося за чотирипільною системою, керував Карл Нетельман. В селі діяла однокласна церковнопарафіяльна школа та працювали паровий млин (власність Адельгайма), який обслуговувало 10 робітників, 10 вітряків на один постав, 2 кузні, які належали селянам. Також працювала казенна винна лавка.
Після жовтневого перевороту 1917 року в Шубівці встановлено радянську владу. 1917 року у селі створено комітет незаможних селян, який поділив землі між селянами.
У 1928 році на базі бідняцьких господарств створено комуну «Змичка». У 1930—1932 роках після проведеної примусової колективізації та розкуркулення в Шубівці організовано чотири колгоспи: імені Кагановича (голова Михайло Модло), імені Сталіна (голова Іван Благий), імені Політвідділу (голова Яків Сиволоцький) та імені Шевченка (голова Костянтин Сивириненко). 1937 року радянською владою знищено Свято-Покровську церкву. У 1938 році у селі відкрито середню школу, в якій навчалося 600 дітей.
З початком німецько-радянської війни більшість чоловічого населення Шубівки пішла на фронт. Село було окуповане Вермахтом у 1941 році. 30 січня 1944 року Шубівка була відвойована з-під німецької окупації. В боях за відвоювання села загинуло 25 вояків Червоної армії на чолі зі старшим лейтенантом Фалковим, які по війні були поховані у спільній могилі. 256 мешканців Шубівки загинули під час війни, а 382 шубівці, учасники німецько-радянської війни, відзначені урядовими нагородами. 
По війні село відбудовувалося, відновлювалося господарство. В селі працював колгосп «Зоря комунізму», за яким було закріплено 2500 га сільськогосподарських угідь, з них 2400 га — орні землі.
Перебудова змінила життя шубівців. У 1986 році збудована будівля нової школи на 160 дітей. Колгосп «Зоря комунізму» на початку 1990-х років реорганізовано спочатку в КСП, а згодом у СТОВ «Нива», яке 27 березня 2009 року було остаточно ліквідоване. Нині в селі працюють комунальні заклади Кагарлицької міської ради — Шубівська гімназія, де навчається 50 дітей та дошкільний навчальний заклад «Чебурашка» на 22 дитини, а також Шубівська амбулаторія загальної практики — сімейної медицини (колишня дільнича лікарня введена в експлуатацію у 1950 році), сільський будинок культури (діє від 1962 року), сільський клуб, фельдшерсько-акушерський пункт, три магазини продовольчих товарів та один магазин промислових товарів.

## Пам'ятки, визначні місця

### Церква Святого Георгія Переможця
Дерев'яна церква Святого Георгія Переможця збудована у 1778 році, і як вказано у візиті Богуславського деканату за 1790 рік, що будівництво відбувалося під час української ребелії (повстання), «без консенсу на уніą». У 1860-х роках церкві належало 39 десятин землі, а по штатах її віднесено до 5-го класу. До церкви ще до 1908 року були приписані села Луб'янка Васильківського повіту (білоцерківський маєток графів Браницьких), Тернівка (Ліщинка) (кагарлицький маєток графа Трощинського) та Землянка Богуславського, згодом Ставинської волості Київського повіту Київської губернії.

## Пам'ятки монументального мистецтва

### Меморіали, пам'ятники
- Меморіал односельцям загиблим під час німецько-радянської війни.

## Археологічні розвідки
На околиці села розташовано чотири кургани кочовиків, де виявлено скелет коня, залізний меч, вудила та стремена. В околицях села відомо ще про п'ять курганів.

## Економіка
В селі розвивається аграрний сектор економіки. Після ліквідації СТОВ «Нива» у 2009 році успішно розвивається ФГ «Широкоступ», яке має 2413,25 га сільськогосподарських земель, у тому числі 2370,13 га ріллі. Також розвивається приватний сектор, який налічує 53 одноосібники.

## Відомі люди
- Воробчук Раїса Дмитрівна (1921—1944) — учасник німецько-радянської війни, зв'язкова партизанського загону «Іскра», вчителька. Народилася в Шубівці, загинула у Пустовітах під час окупації села. На її честь названа вулиця в селі Шубівка. Похована у Пустовітах.
- Осадчий Петро Семенович (1866—1943) — російський та радянський науковець, один з організаторів телефонного, телеграфного та радіозв'язку в Російської імперії, один із розробників та втілювачів плану ДЕЕЛРО. Керівник Ленінградського електротехнічного інституту імені В. І. Леніна (1918—1924). Заступник голови Держплану СРСР (1921). голова технічної ради Дніпробуду (1928).
- Чала К. А. — доярка колгоспу «Зоря комунізму». Нагороджена орденом Леніна[13].
- Чоповський Петро Архипович (нар. 1934) — Герой Соціалістичної Праці (1971), кавалер двох орденів Леніна, нагороджений медалями, у тому числі медаллю «За трудову доблесть».